# Chromacilla longissima
Chromacilla longissima là một loài bọ cánh cứng trong họ Cerambycidae.